# Classe Trident
La classe Trident, nota anche come classe PATRA, è una classe di 4 pattugliatori della Marine nationale francese costruita nel 1976. La loro missione è di effettuare operazioni di polizia al largo della zona economica esclusiva (ZEE) francese in Métropole e Outre-Mer. La classe Trident appartiene al tipo Vigilante 200 di CMN.

## Concezione
La Direction Technique des Constructions Navales (DTCN) deve sostituire i vecchi escorteurs côtiers con una nuova categoria di navi denominata PATRA (PATrouilleur RApide) che devono assicurare, in prima missione, la sorveglianza e il controllo delle acque territoriali in Francia metropolitana e d'oltremare.
Le missioni secondarie attribuite sono la ricerca e salvataggio in mare, la lotta contro l'inquinamento, il trasporto di commando della marina, etc.
Il programma prevedeva di realizzare 30 navi, e l'ordine dei primi 6 esemplari è commissionato a due cantieri, tuttavia ben presto ci si accorge dei limiti delle navi e si decide di sospendere il programma per riprogettare le navi, che diventeranno le Super PATRA, cioè la classe P400.
Al momento della sospensione del programma 4 navi erano completate ed entrarono in servizio nella Marine nationale; una quinta nave era in costruzione, fu completata e venduta alla Mauritania.
Le prime due navi (Trident e Glaive) sono state costruite dai Chantiers navals Auroux a Arcachon, le ultime due navi (Epée e Pertuisane) sono state costruite da Constructions mécaniques de Normandie a Cherbourg.

### Armamento
All'origine
- 1 cannone Bofors da 40mm avanti
- 1 mitragliatrice Browning 12.7mm M-2HB dietro
- 6 rampe per missili SS12M centralmente, tre per lato

All'inizio degli anni 80
- 1 cannone Bofors da 40mm avanti
- 2 mitragliatrici Browning 12.7mm M-2HB

sbarco delle rampe lanciamissili e aggiunta di una mitragliatrice
Dopo il trasferimento alla Gendarmerie maritime
- 1 cannone Bofors da 40mm avanti
- 2 mitragliatrici AA52 da 7,5mm, sostituite poi da 2 mitragliatrici ANF1 da 7,62 mm

sostituzione delle 2 mitragliatrici da 20 mm con 2 da 7,5 mm e poi con 2 da 7,62 mm

## Sostituzione
Tutte le quattro unità sono state dismesse, ma prima della definitiva dismissione sono state trasferite dalla Marine nationale alla Gendarmerie maritime negli anni 80.
- La Trident è stata sostituita a Fort-de-France nel 1987 da una unità della classe P400; al rientro in Métropole è assegnata al Groupement de La Gendarmerie Maritime de l'Atlantique a Brest.
- La Glaive è stata sostituita a Cherbourg nel 1987 da uno dei due Patrouilleurs de surveillance des sites (Athos (A 712) e Aramis (A 713)); è quindi assegnata al Groupement de La Gendarmerie Maritime de la Méditerranée a Tolone e poi, dal 1992, al Groupement de La Gendarmerie Maritime de la Manche a Cherbourg.
- L'Epée è stata sostituita a Mayotte nel 1986 da una unità della classe P400; al rientro in Francia metropolitana è assegnata al Groupement de La Gendarmerie Maritime de l'Atlantique a Lorient.
- La Pertuisane è stata sostituita a Cherbourg nel 1988 da uno dei due Patrouilleurs de surveillance des sites (Athos (A 712) e Aramis (A 713)); è quindi assegnata al Groupement de La Gendarmerie Maritime de la Méditerranée a Tolone e poi, dal 1992, al Groupement de La Gendarmerie Maritime de la Manche a Cherbourg.

## Unità
| N°                             | Nome             | Ingresso in servizio | Trasferimento alla Gendarmerie maritime | Disarmo          | Note                              |
| Marine nationale               | Marine nationale | Marine nationale     | Marine nationale                        | Marine nationale | Marine nationale                  |
| ------------------------------ | ---------------- | -------------------- | --------------------------------------- | ---------------- | --------------------------------- |
| P670                           | Trident          | 17 dicembre 1976     | 19 febbraio 1987                        | 5 luglio 1996    | affondata nell'Atlantico nel 1998 |
| P671                           | Glaive           | 2 aprile 1977        | 8 settembre 1987                        | 1º agosto 2015   | in attesa di demolizione          |
| P672                           | Epée             | 9 ottobre 1976       | 28 febbraio 1986                        | 23 maggio 2008   | demolita nel 2011                 |
| P673                           | Pertuisane       | 20 gennaio 1977      | agosto 1988                             | 5 luglio 1996    | affondata nel 1998                |
| Marine Nationale Mauritanienne |                  |                      |                                         |                  |                                   |
| P411                           | El Nasr          | 1981                 |                                         |                  | ex Rariere                        |

Navi simili
- 1 nave - Général Nazaire Boulingui (P10) - di questa classe nella Marine nationale (Gabon).[3]
- 1 o 2 navi - L'Ardent e L'Intrepide - di questa classe nella Marine nationale (Costa d'Avorio).[4]
- 3 navi della classe Vigilante 200 sono state costruite dalla CMN nel 1980-1981 per l'Armada Nacional (Uruguay), esse sono un poco più grandi (41,5 metri per 190 t. a pieno carico) e sono più veloci (28 nodi).[5]